# ياغو فالكي
ياغو فالكي سيلفا (بالإسبانية: Iago Falque Silva)‏ هو لاعب كرة قدم إسباني في مركز الجناح الأيسر ولد في يوم 4 يناير 1990 في مدينة فيغو في إسبانيا، سبق له اللعب مع نادي رايو فايكانو ونادي ألمرية ونادي ساوثهامبتون وتوتنهام سبيرز وفياريال ويوفنتوس ونادي برشلونة وريال مدريد ونادي روما.

## روابط خارجية
- ياغو فالكي على موقع الاتحاد الدولي (مؤرشف)  (الإنجليزية)
- ياغو فالكي على موقع الاتحاد الأوربي (الإنجليزية)
- ياغو فالكي على موقع قاعدة بيانات كرة القدم.إي يو (الإنجليزية)
- ياغو فالكي على موقع Soccerbase.com (لاعب) (الإنجليزية)
- ياغو فالكي على موقع Soccerway.com (الإنجليزية)
- ياغو فالكي على موقع عالم كرة القدم.نت (الإنجليزية)
- ياغو فالكي على موقع AS.com (الإسبانية)